# 1997年美國職棒大聯盟選秀
1997年美國職棒大聯盟選秀為大聯盟第33屆選秀。底特律老虎的麥特·安德森為該年的首輪選秀狀元。

## 第一輪選秀
圖示
|  | 入選美國職棒大聯盟全明星賽的球員     |
|  | 入選美國國家棒球名人堂暨博物館的球員 |

| 順位 | 球員            | 球隊             | 位置   | 畢業學校              |
| 1    | 麥特·安德森     | 底特律老虎       | 右投   | 萊斯大學              |
| 2    | J·D·德魯        | 費城費城人       | 外野手 | 佛羅里達州立大學      |
| 3    | 特洛伊·格勞斯   | 安那罕天使       | 三壘手 | 加州大學洛杉磯分校    |
| 4    | 傑森·葛瑞里     | 舊金山巨人       | 右投   | 薛頓賀爾大學          |
| 5    | 韋諾恩·威爾斯   | 多倫多藍鳥       | 外野手 | 波威高中              |
| 6    | 傑夫·高茨       | 紐約大都會       | 左投   | 傑蘇特高中            |
| 7    | 丹·萊克特       | 堪薩斯市皇家     | 右投   | 太平洋大學            |
| 8    | J·J·戴維斯      | 匹茲堡海盜       | 一壘手 | 鮑德溫公園高中        |
| 9    | 麥克·卡戴爾     | 明尼蘇達雙城     | 游擊手 | 大橋高中              |
| 10   | 喬恩·賈蘭       | 芝加哥小熊       | 右投   | 甘迺迪高中            |
| 11   | 克里斯·伊諾克斯 | 奧克蘭運動家     | 右投   | 西維吉尼亞大學        |
| 12   | 亞倫·艾金       | 佛羅里達馬林魚   | 右投   | 考利縣社區學院        |
| 13   | 凱爾·彼得森     | 密爾瓦基釀酒人   | 右投   | 史丹佛大學            |
| 14   | 布蘭登·拉森     | 辛辛那提紅人     | 游擊手 | 路易斯安那州立大學    |
| 15   | 傑森·迪拉耶羅   | 芝加哥白襪       | 游擊手 | 南佛羅里達大學        |
| 16   | 蘭斯·柏克曼     | 休士頓太空人     | 一壘手 | 萊斯大學              |
| 17   | 約翰·柯提斯     | 波士頓紅襪       | 左投   | 大橋高中              |
| 18   | 馬克·曼古姆     | 科羅拉多洛磯     | 右投   | 金伍德高中            |
| 19   | 萊恩·安德森     | 西雅圖水手       | 左投   | 聖童高中              |
| 20   | 亞當·甘迺迪     | 聖路易紅雀       | 游擊手 | 加州州立大學北嶺分校  |
| 21   | 艾瑞克·杜波斯   | 奧克蘭運動家     | 左投   | 密西西比州立大學      |
| 22   | 傑森·沃斯       | 巴爾的摩金鶯     | 捕手   | 葛倫伍德高中          |
| 23   | 唐尼·布里吉斯   | 蒙特婁博覽會     | 右投   | 奧克格羅夫高中        |
| 24   | 泰瑞爾·高德溫   | 紐約洋基         | 外野手 | 東布拉登高中          |
| 25   | 葛倫·戴維斯     | 洛杉磯道奇       | 一壘手 | 范德堡大學            |
| 26   | 達奈爾·麥唐納   | 巴爾的摩金鶯     | 外野手 | 櫻桃溪高中            |
| 27   | 凱文·尼可森     | 聖地牙哥教士     | 游擊手 | 史丹森大學            |
| 28   | 提姆·德魯       | 克里夫蘭印地安人 | 右投   | 朗德斯高中            |
| 29   | 特洛伊·卡麥隆   | 亞特蘭大勇士     | 游擊手 | 聖湯瑪斯·艾奎納斯高中 |
| 30   | 傑克·卡斯特     | 亞利桑那響尾蛇   | 一壘手 | 聖潔高中              |
| 31   | 傑森·史丹德里奇 | 坦帕灣魔鬼魚     | 右投   | 休威特-特魯斯維爾高中 |

## 第一輪補充選秀
圖示
|  | 入選美國職棒大聯盟全明星賽的球員     |
|  | 入選美國國家棒球名人堂暨博物館的球員 |

| 順位 | 球員            | 球隊             | 位置   | 畢業學校                   |
| 32   | 納坦·海恩斯     | 奧克蘭運動家     | 外野手 | 皮諾爾山谷高中             |
| 33   | 凱爾·肯恩       | 芝加哥白襪       | 右投   | 鞍峰學院                   |
| 34   | 布瑞特·卡拉唐納 | 芝加哥白襪       | 外野手 | 酋長岩高中                 |
| 35   | 馬克·費雪       | 波士頓紅襪       | 外野手 | 喬治亞理工學院             |
| 36   | 泰瑪·努恩吉迪   | 巴爾的摩金鶯     | 外野手 | 愛德華蒙比提學院           |
| 37   | 克里斯·史托爾   | 蒙特婁博覽會     | 右投   | 大法官高中                 |
| 38   | 史考特·霍吉斯   | 蒙特婁博覽會     | 游擊手 | 亨利·克萊高中              |
| 39   | 傑森·羅曼諾     | 德州遊騎兵       | 三壘手 | 希爾斯波羅高中             |
| 40   | 萊恩·布萊德利   | 紐約洋基         | 右投   | 亞利桑那州立大學           |
| 41   | 傑森·菲茲傑拉德 | 克里夫蘭印地安人 | 外野手 | 杜蘭大學                   |
| 42   | 丹尼·華格納     | 奧克蘭運動家     | 右投   | 維吉尼亞理工學院暨州立大學 |
| 43   | 亞倫·耶提       | 芝加哥白襪       | 右投   | 亞利桑那中央學院           |
| 44   | 布萊恩·海卜森   | 蒙特婁博覽會     | 右投   | 奧本大學                   |
| 45   | 湯瑪斯·匹茲曼   | 蒙特婁博覽會     | 一壘手 | 東聖約翰高中               |
| 46   | 吉姆·帕凱       | 芝加哥白襪       | 左投   | 加州大學洛杉磯分校         |
| 47   | T·J·塔克        | 蒙特婁博覽會     | 右投   | 鴿子谷高中                 |
| 48   | 沙恩·亞瑟斯     | 蒙特婁博覽會     | 右投   | 西摩爾高中                 |
| 49   | 丹·麥金利       | 舊金山巨人       | 外野手 | 亞利桑那州立大學           |
| 50   | 馬修·萊克羅伊   | 明尼蘇達雙城     | 捕手   | 克萊門森大學               |
| 51   | 洛基·比多       | 芝加哥白襪       | 右投   | 加州州立大學長堤分校       |
| 52   | 圖提·邁爾斯     | 蒙特婁博覽會     | 外野手 | 佩塔爾高中                 |

## 補償選秀
1. ↑  因麥克·波迪克（英语：Mike Bordick）加入金鶯隊而得到補償選秀
2. ↑  因約翰·威特蘭（英语：John Wetteland）加入遊騎兵隊而得到補償選秀
3. ↑  因大衛·威爾斯加入洋基隊而得到補償選秀
4. ↑  因麥克·波迪克（英语：Mike Bordick）成為自由球員而得到補償選秀
5. ↑  因艾力士·費南德茲（英语：Alex Fernandez (baseball)）成為自由球員而得到補償選秀
6. ↑  因凱文·塔帕尼（英语：Kevin Tapani）成為自由球員而得到補償選秀
7. ↑  因羅傑·克萊門斯成為自由球員而得到補償選秀
8. ↑  因大衛·威爾斯成為自由球員而得到補償選秀
9. ↑  因梅爾·羅哈斯成為自由球員而得到補償選秀
10. ↑  因摩伊西斯·厄魯成為自由球員而得到補償選秀
11. ↑  因麥克·史丹頓（英语：Mike Stanton (left-handed pitcher)）成為自由球員而得到補償選秀
12. ↑  因約翰·威特蘭（英语：John Wetteland）成為自由球員而得到補償選秀
13. ↑  因亞伯特·貝爾成為自由球員而得到補償選秀
14. ↑  因托瑞·勒夫洛（英语：Torey Lovullo）成為自由球員而得到補償選秀
15. ↑  因唐·史勞特（英语：Don Slaught）成為自由球員而得到補償選秀
16. ↑  因馬克·萊特成為自由球員而得到補償選秀
17. ↑  因傑夫·法塞羅（英语：Jeff Fassero）成為自由球員而得到補償選秀
18. ↑  因丹尼·塔塔布爾（英语：Danny Tartabull）成為自由球員而得到補償選秀
19. ↑  因藍尼·韋布斯特（英语：Lenny Webster）成為自由球員而得到補償選秀
20. ↑  因安迪·史丹基維奇（英语：Andy Stankiewicz）成為自由球員而得到補償選秀
21. ↑  因去年首輪未能簽下麥特·懷特（英语：Matt White (minor league pitcher)）而得到補償選秀
22. ↑  因去年首輪未能簽下崔維斯·李（英语：Travis Lee）而得到補償選秀
23. ↑  因去年首輪未能簽下鮑比·塞伊（英语：Bobby Seay）而得到補償選秀
24. ↑  因去年首輪未能簽下約翰·帕特森（英语：John Patterson (pitcher)）而得到補償選秀

## 其他著名球員
- 藍迪·沃爾夫, 第2輪, 54順位被費城費城人選走
- 史考特·萊恩布林克（英语：Scott Linebrink）, 第2輪, 56順位被舊金山巨人選走
- 泰勒·沃克（英语：Tyler Walker (baseball)）, 第2輪, 58順位被紐約大都會選走
- 傑夫·威佛（英语：Jeff Weaver）, 第2輪, 62順位被芝加哥白襪選走, 但未簽約
- 亞倫·庫克, 第2輪, 70順位被科羅拉多洛磯選走
- 瑞克·安基爾, 第2輪, 72順位被聖路易紅雀選走
- 蔡斯·阿特利, 第2輪, 76順位被洛杉磯道奇選走, 但未簽約
- 傑瑞米·艾菲特, 第3輪, 91順位被堪薩斯市皇家選走
- 約翰·葛拉波（英语：John Grabow）, 第3輪, 92順位被匹茲堡海盜選走
- 史考特·道恩斯（英语：Scott Downs）, 第3輪, 94順位被芝加哥小熊選走
- 艾瑞克·拜恩斯（英语：Eric Byrnes）, 第4輪, 130順位被休士頓太空人選走, 但未簽約
- 西恩·菲金斯, 第4輪, 132順位被科羅拉多洛磯選走
- 賽維爾·奈迪, 第4輪, 134順位被聖路易紅雀選走, 但未簽約
- 戴瑞克·特恩波爾（英语：Derrick Turnbow）, 第5輪, 146順位被費城費城人選走
- 麥可·楊, 第5輪, 149順位被多倫多藍鳥選走
- 迪韋恩·懷斯（英语：DeWayne Wise）, 第5輪, 158順位被辛辛那提紅人選走
- 藍迪·喬歐特（英语：Randy Choate）, 第5輪, 169順位被紐約洋基選走
- 霍瑞修·拉米瑞茲（英语：Horacio Ramírez）, 第5輪, 172順位被亞特蘭大勇士選走
- 提姆·哈德森, 第6輪, 185順位被奧克蘭運動家選走
- 麥克·蘭布（英语：Mike Lamb）, 第7輪, 227順位被德州遊騎兵選走
- 克里夫·李, 第8輪, 246順位被佛羅里達馬林魚選走, 但未簽約
- 史考特·威廉森（英语：Scott Williamson）, 第9輪, 278順位被辛辛那提紅人選走
- 托比·霍爾（英语：Toby Hall）, 第9輪, 294順位被坦帕灣魔鬼魚選走
- 蓋瑞特·艾特金斯（英语：Garrett Atkins）, 第10輪, 300順位被紐約大都會選走, 但未簽約
- 麥可·烏爾茲（英语：Michael Wuertz）, 第11輪, 334順位被芝加哥小熊選走
- 小傑瑞·赫爾斯頓, 第11輪, 345順位被巴爾的摩金鶯選走
- 喬埃爾·皮涅羅（英语：Joel Piñeiro）, 第12輪, 373順位被西雅圖水手選走
- 羅斯·葛洛德（英语：Ross Gload）, 第13輪, 396順位被佛羅里達馬林魚選走
- 傑瑞米·格思里, 第15輪, 450順位被紐約大都會選走, 但未簽約
- 傑森·麥可斯（英语：Jason Michaels）, 第15輪, 464順位被聖路易紅雀選走, 但未簽約
- 尚恩·坎普（英语：Shawn Camp (baseball)）, 第16輪, 500順位被聖地牙哥教士選走
- 強尼·艾斯特拉達（英语：Johnny Estrada）, 第17輪, 506順位被費城費城人選走
- 大衛·艾克斯坦, 第19輪, 581順位被波士頓紅襪選走
- 馬克·亨德瑞克森, 第20輪, 599順位被多倫多藍鳥選走
- 提姆·雷丁（英语：Tim Redding）, 第20輪, 610順位被休士頓太空人選走
- J·C·羅梅洛（英语：J. C. Romero）, 第21輪, 633順位被明尼蘇達雙城選走
- D·J·卡拉斯可（英语：D. J. Carrasco）, 第26輪, 795順位被巴爾的摩金鶯選走
- 麥克·岡薩雷茲（英语：Mike Gonzalez）, 第30輪, 902順位被匹茲堡海盜選走
- 尼克·普恩托（英语：Nick Punto）, 第33輪, 993順位被明尼蘇達雙城選走, 但未簽約
- 艾力士·辛特隆（英语：Alex Cintrón）, 第36輪, 1103順位被亞利桑那響尾蛇選走
- 布蘭登·萊昂（英语：Brandon Lyon）, 第37輪, 1110順位被紐約大都會選走, 但未簽約
- 史考特·謝爾茲, 第38輪, 1137順位被安那罕天使選走
- 比爾·杜普里西（英语：Bill Duplissea (baseball)）, 第39輪, 1185順位被巴爾的摩金鶯選走, 但未簽約
- 奧蘭多·哈德森, 第43輪, 1280順位被多倫多藍鳥選走
- 凱爾·洛許（英语：David DeJesus）, 第43輪, 1281順位被紐約大都會選走, 但未簽約
- 布拉德·霍普, 第46輪, 1344順位被多倫多藍鳥選走, 但未簽約
- 查德·庫爾斯（英语：Chad Qualls）, 第52輪, 1444順位被多倫多藍鳥選走, 但未簽約
- 亞倫·海爾曼（英语：Aaron Heilman）, 第55輪, 1488順位被紐約洋基選走, 但未簽約
- 希斯·貝爾, 第69輪, 1583順位被坦帕灣魔鬼魚選走, 但未簽約
- 威利·哈里斯（英语：Willie Harris）, 第90輪, 1605順位被坦帕灣魔鬼魚選走, 但未簽約

## 外部連結
- MLB.com - 1997 Draft Tracker (all rounds)
- MLB.com - Draft History （页面存档备份，存于）
- Complete draft list from The Baseball Cube database （页面存档备份，存于）

| 前任： 克里斯·班森 | 選秀狀元 麥特·安德森 | 繼任： 帕特·布瑞爾 |